# Відпал рекристалізувальний
Відпал рекристалізувальний (рекристалізаційний) — це різновид відпалу І-го роду, застосування якого усуває зміцнення кристалічних матеріалів від наклепу й підвищує їх пластичність та в'язкість.
Застосовують його найчастіше між операціями холодної обробки тиском для відновлення пластичності металів та сплавів, втраченої внаслідок наклепу після холодного пластичного деформування (вальцювання, волочіння тощо), а також для зняття внутрішніх напружень у особливо відповідальних деталях після їх грубої механічної обробки.
Здеформовані на холодно (нижче температурного порога рекристалізації) вироби, напівфабрикати нагрівають вище від температури рекристалізації сплаву (наприклад, для сталей з вмістом вуглецю 0,08…0,20 % температура відпалу становить 650…700 ºС, для високовуглецевих легованих сталей — 700ºС; для латуней рекристалізаційний відпал проводять за температур 500…600 ºС; для деформівних алюмінієвих сплавів — при 350…400 °C), витримують за цієї температури до завершення рекристалізації (0,5…1,5 год) та охолоджують з довільною швидкістю.
Рекристалізаційний відпал для м'яких сталей (сталі з вмістом вуглецю менше 0,3 %) для недопущення росту зерна, як правило не застосовують — його заміняють нормалізацією.